# Ferdinand Gottschalk

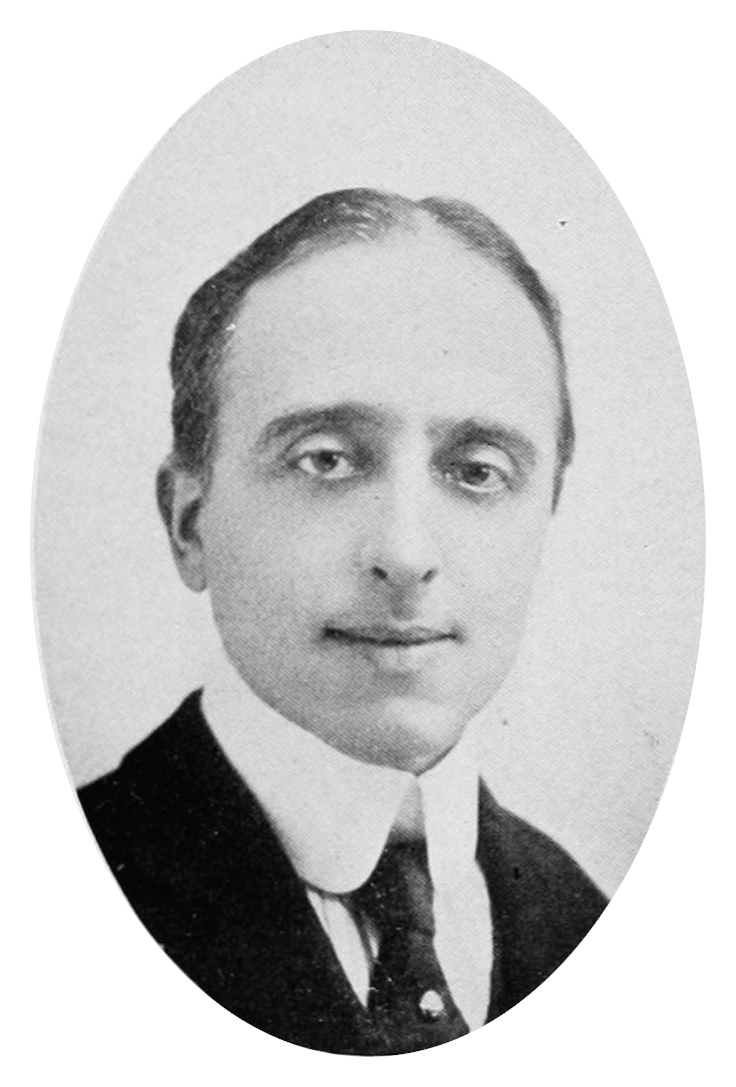
Ferdinand Gottschalk (1900er-Jahre)

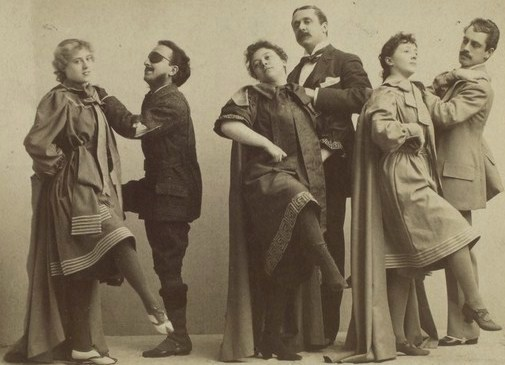
Ferdinand Gottschalk im Stück Amazons (1894, zweiter von links)

Ferdinand Gottschalk (* 24. Februar 1858 in London, England; † 10. November 1944 ebenda) war ein britischer Film und Theaterschauspieler sowie Dramatiker, der überwiegend in Nordamerika arbeitete.

## Leben
Der gebürtige Brite Ferdinand Gottschalk gab sein Theaterdebüt im Jahre 1887 in Toronto. Nach einigen Jahren weiterer Theatererfahrung kam er 1894 zum Broadway in New York, wo er in den nächsten 40 Jahren in rund 45 Produktionen mitwirkte und sich einen guten Ruf als Charakterdarsteller erarbeitete. Er beteiligte sich neben seiner Arbeit als Schauspieler auch als Autor, Dramatiker und Produzent von Stücken. Der schmächtige Gottschalk wurde in seinen Auftritten häufig als strenge oder hochmütige Autoritätsfigur eingesetzt und spielte auch in seiner späten Filmkarriere noch oftmals Richter, Ärzte, Beamte oder Politiker. 
Sein Filmdebüt gab Gottschalk bereits im Jahr 1917, doch erst ab 1932 – nach Beginn der Tonfilmära – konzentrierte er sich der Theaterschauspieler vorrangig auf die Filmschauspielerei. Im Hollywood der 1930er-Jahre galt Gottschalk als einer der ältesten aktiven Schauspieler; er spielte unter anderem Nebenrollen im oscarprämierten Drama Menschen im Hotel (1932) sowie in den Cecil-B.-DeMille-Filmen Im Zeichen des Kreuzes (1932) und Cleopatra (1934), Viele von Gottschalks Filmauftritten blieben recht klein, waren aber meist dennoch auffällig und fanden Erwähnung im Vor- oder Abspann. 
Gottschalk beendete seine Schauspielkarriere im Jahr 1938 nach mehr als 75 Filmen und kehrte nach Großbritannien zurück, wo er 1944 in seiner Heimatstadt London im Alter von 86 Jahren starb.

## Filmografie (Auswahl)
- 1923: Zaza, das Mädel vom Varieté (Zaza)
- 1932: Menschen im Hotel (Grand Hotel)
- 1932: Im Zeichen des Kreuzes (The Sign of a Cross)
- 1932: Die Maske des Fu-Manchu (The Mask of Fu Manchu)
- 1933: Spätere Heirat ausgeschlossen (Ex-Lady)
- 1933: Liebe und andere Geschäfte (She Had to Say Yes)
- 1933: Berkeley Square
- 1933: Goldgräber von 1933 (Gold Diggers of 1933)
- 1933: The Keyhole
- 1933: Goodbye Again
- 1933: Der Boß ist eine schöne Frau (Female)
- 1934: Nana
- 1934: Stingaree
- 1934: Hollywood Party
- 1934: Ich tanze nur für Dich (Dancing Lady)
- 1934: Cleopatra
- 1934: Die Spielerin (Gambling Lady)
- 1934: Madame Dubarry (Madame Du Barry)
- 1934: Das Mädel aus der Unterwelt (Upperworld)
- 1935: Folies Bergère de Paris
- 1935: Kampf um Indien (Clive of India)
- 1935: The Gay Deception
- 1935: Break of Hearts
- 1935: Peter Ibbetson
- 1935: Die Elenden (Les Misérables)
- 1935: Fräulein Wirbelwind (Vagabond Lady)
- 1935: Der Mann, der die Bank von Monte Carlo sprengte (The Man Who Broke the Bank at Monte Carlo)
- 1936: Suzy
- 1936: Der Garten Allahs (The Garden of Allah)
- 1937: Cafe Metropole
- 1938: Die Abenteuer des Marco Polo (The Adventures of Marco Polo)